# Toapaya Asri
Toapaya Asri is een bestuurslaag in het regentschap Bintan van de provincie Riau-archipel, Indonesië. Toapaya Asri telt 4113 inwoners (volkstelling 2010).